# Southern Tracks Recording Studio
Southern Tracks Recording Studio var en inspelningsstudio som låg i Atlanta, Georgia i USA. Southern Tracks Recording Studio grundades i mitten av 1950-talet av Bill Lowery i en nedlagd skolbyggnad. Denna byggnad blev 1983 en Metro Atlanta Rapid Transit-station och då byggde Lowery istället studion på 3051 Clairmont Rd NE, där designen skapades av George Augspurger. Studion stängdes ned under 2010, men öppnades upp i juli 2013 av Tunewelders. Dock stängdes Southern Tracks Recording Studio ned igen den 30 juni 2015 och revs under augusti samma år.

## Ett urval av artister och band som har spelat in i studion
- Bruce Springsteen
- Pearl Jam
- Stone Temple Pilots
- The Black Crowes
- The Offspring
- Train